# بون جوس
بون جوس (من الفرنسية = عصير لذيذ أو tasty juice) هي ماركة لبنانية منتجة للعصير، المثلجات ومنتجات الألبان، وهي مشهورة بشكل خاص بمنتج عصير «الهرم» في لبنان.
وتوزع منتجات بون جوس في لبنان ومنطقة الخليج وأفريقيا.

## عصير الهرم
اشتهرت بون جوس بشكل خاص في لبنان بعصيرها الهرم، الذي يثير الكثير من مشاعر الحنين لدى اللبنانيين، حيث رافقهم لأجيال عديدة. عُرف عصير الهرم بمحافظته على سعره الرخيص لأكثر من 40 عامًا وهو 250 ليرة لبنانية، فكان بمتناول الجميع. كان إفطار لبناني شهير يتألف من الهرم ومعه المنقوشة. المنافس الآخر للهرم في لبنان هو توب جوس الذي أنتجته شركة عصير لبنان.

## تاريخ
في الستينيات، تأسست الشركة لإنتاج العصير، وموقعها في الفنار. وفي أواخر الستينيات، قدمت الشركة منتج جديد في الاسواق وهي المثلجات، ومن ثم في السبعينيات منتجات الألبان.
في عام 2016، منحت منتجات الألبان "Bonjus Dairy" هوية جديدة وطعم جديد وتغليف جديد.